# 고난구 (니가타시)
고난구(일본어: 江南区)는 일본 니가타현 니가타시의 행정구 중 하나이다. 대습지대인 "가메다향"(亀田郷)의 거의 전역을 차지한다.
구 니가타시 지역에서 미나미 지구의 일부와 이시야마 지구의 일부, 가메다 지구, 요코고시 지구의 거의 전역으로 구성되고 구청은 가메다 지구에 있다. 일찍이 가메다향 일대는 수렁 논이었지만 1948년 이후 토지 개량 사업이 진행되어 양질의 마른 논으로 변화했다. 신에쓰 본선과 가메다 우회도로가 지나는 등 교통편이 편리하고 최근에는 시내 중심부의 주택 지역으로 인구 증가가 현저하며 다른 행정구와도 지리·경제 면에서 매우 밀접한 관계에 있다.

## 지리
니가타평야를 흐르는 시나노강, 아가노강 및 그 지류로 둘러싸인 지역은 "가메다향"으로 불리는 지역을 형성하고 있고 북·서·남 방면에서 감싸지는 형태로 니가타시의 다른 행정구와 접하고 있다.

## 역사
- 2005년 3월 21일 - 가메다정과 요코고시정을 니가타시에 편입하였다.
- 2007년 4월 1일 - 니가타시가 정령지정도시로 지정되면서 고난구가 설치되었다.

## 교통

### 철도
- 동일본 여객철도 신에쓰 본선

### 도로
- 반에쓰 자동차도
- 호쿠리쿠 자동차도/니혼카이토호쿠 자동차도
- 국도 49호선
- 국도 403호선